# Občina Sveti Jurij v Slovenskih goricah
Občina Sveti Jurij v Slovenskih goricah je ena od občin v Republiki Sloveniji. Nastala je leta 2006 z izločitvijo iz občine Lenart.
Gledano z geografskega vidika zavzema občina skrajni vzhodni del zahodnih Slovenskih goric. Jurovski Dol v širšem obsegu leži na obrobju Pesniške doline, med rekama Pesnico in Ščavnico. Površina znaša 34 km2. Tukaj živi 2187 prebivalcev v 599 gospodinjstvih. Je demografsko manj razvito območje, saj je delež starejšega kmečkega prebivalstva več kot 30 %. Prevladujejo kmetje, industrije ni, so pa storitvene dejavnosti s področja gradbeništva, trgovine, avtoprevozništva, ličarstva, krovstva, mizarstva, gostinstva in dopolnilnih dejavnosti na kmetijah. Je ena izmed tipičnih slovenskogoriških vasi z »dolom«, po katerem teče Globovnica ob centru vasi, druga naselja po vrhovih pa razmejujejo še potoki Velka, Partinjski potok  ali »Partinjšak«  in Gasterajski potok. Poti, ki so speljane z vseh vrhov proti centru kraja, so večidel asfaltirane. Sredi gručastega jedra stoji gotska cerkev sv. Jurija iz 16. stoletja, največji kulturno-arhitekturni spomenik v kraju.

## Naselja v občini
Jurovski dol, Malna, Spodnji Gasteraj, Srednji Gasteraj, Zgornji Gasteraj, Žitence, Varda, Zgornje Partinje